# Verkeerscentrum Nederland
Verkeerscentrum Nederland (VCNL) is gevestigd aan de Papendorpseweg te Utrecht. Het is het onderdeel van Rijkswaterstaat dat verantwoordelijk is voor de monitoring en coördinatie van het verkeer op het Nederlandse hoofdwegennet. Het VCNL werkt samen met de vijf regionale verkeerscentrales van Rijkswaterstaat. Deze zijn gevestigd in Utrecht, Rhoon, Velsen, Wolfheze en Helmond.

## Verkeersmanagement
VCNL bewaakt continu de verkeerssituatie op het hoofdwegennet. Het houdt toezicht op verkeersstromen, signaleert verstoringen en coördineert maatregelen om verkeersproblemen te beperken. Deze maatregelen kunnen betrekking hebben op verkeersmanagement binnen Nederland, maar ook op internationale situaties in samenwerking met buitenlandse verkeerscentrales.
Het centrum werkt samen met de regionale verkeerscentrales om het verkeer in goede banen te leiden. Dit omvat het openen van spitsstroken bij grote verkeersdrukte, het instellen van omleidingsroutes bij ongevallen en het aansturen van weginspecteurs. De regionale verkeerscentrales bedienen elk een deel van het Nederlandse autosnelwegennet, terwijl het VCNL het nationale overzicht bewaart.
De organisatie onderhoudt contacten met diverse partijen, waaronder serviceproviders zoals ANWB, Flitsmeister en Waze, die verkeersinformatie gebruiken om hun diensten te ondersteunen.

## Verkeersinformatie
VCNL verwerkt en publiceert verkeersinformatie die wordt gebaseerd op ruwe verkeersdata. Deze data wordt gecontroleerd, aangevuld en via verschillende kanalen zoals internet en sociale media verspreid. Daarnaast wordt de informatie beschikbaar gesteld via het Nationaal Dataportaal Wegverkeer, waardoor andere dienstverleners toegang hebben tot deze gegevens.